# Артур Лієлайс
Артур Карлович Лієлайс (латис. Arturs Lielais; *16 січня 1920 — †10 лютого 1981, Рига, Латвійська РСР, СРСР) — латвійський радянський географ і письменник.
Після закінчення Латвійського університету працював у ризькому видавництві «Лієсма».
А. К. Лієлайс — автор десяти книг, що розповідають про мандрівки й дослідження з географії й історії.
Вибрана біліографія:
- «Каравели виходять в океан» (1969; український переклад Костя Оверченка);
- «Конкістадори» (1973);
- «Золото інків» (1974);
- «На крилах мусонів» (1982, по смерті).